# Josep Laribal i Lastortras
Josep Laribal i Lastortras   (Barcelona, 1839 - Barcelona, 22 de gener de 1904), fou un periodista i advocat català.

## Biografia
Era fill de Josep Laribal i d'Antònia Lastortras i Soler, nascuda a Mataró (†1892). Casat amb Maria Codina. Va exercir com a jutge i també com a advocat, tot i que ell preferia ser considerat periodista, ja que va arribar a ser el director i propietari del diari republicà El Diluvio (1881-1895). Fidel a les seves idees, fou enterrat en la secció lliure del nou cementiri de Montjuïc, o sigui en el recinte civil.
Va ser l'amo dels Banys Orientals i de la finca ajardinada de la Font del Gat a Montjuïc. El 1908 o el 1909 -la data varia segons les fonts- la seva família va vendre la finca a l'Ajuntament de Barcelona, fet pel qual se'l coneix, ja que aquest espai ha acabat prenent el nom de Jardins de Laribal.